# Přídolí
Přídolí (německy Priethal) je městys v okrese Český Krumlov v Jihočeském kraji. Žije zde 702 obyvatel.

## Historie
První písemná zmínka o vsi pochází z roku 1220, byla v majetků Vítkovců, nedochovalo se však zda krumlovských nebo rožmberských – obvykle se uvádí, že původně náležela k Rožmberku a od 14. století ke Krumlovu. Lze usuzovat, že ji založil Vítek starší společně s bratrem Vítkem z Prčice. Za nich byla osada významným obchodním střediskem na Linecké stezce. V té době stával na Strážném vrchu nad vsí dřevěný hrádek. Obchodní význam Přídolí byl posílen roku 1231, kdy zde byl založen solný sklad. Místní fara od roku 1259 patřila ke klášteru ve Vyšším Brodě. Přídolí bylo povýšeno na městečko roku 1336. V květnu 1422 bylo Přídolí vypáleno Husity. Přídolí znovu vyhořelo v letech 1573, 1819 a 1902. V letech 1938 až 1945 bylo Přídolí přičleněno (v důsledku uzavření Mnichovské dohody) k nacistickému Německu. Od 23. dubna 2009 je Přídolí opět městysem.

## Pamětihodnosti
- Kostel svatého Vavřince, gotická stavba ze 14. století; pozdně goticky upravován a regotizován roku 1870
- Žulový pranýř na náměstí (renesanční z roku 1592)
- Usedlost čp. 19
- Tři výklenkové kapličky:
  - u čp. 20
  - u hřbitova
  - u čp. 62
- Jasan v Přídolí – památný strom
- Boží muka – stály u jednoho ze dvorů v Drahoslavicích-Práčově, byly přeneseny k jezuitskému semináři v Českém Krumlově

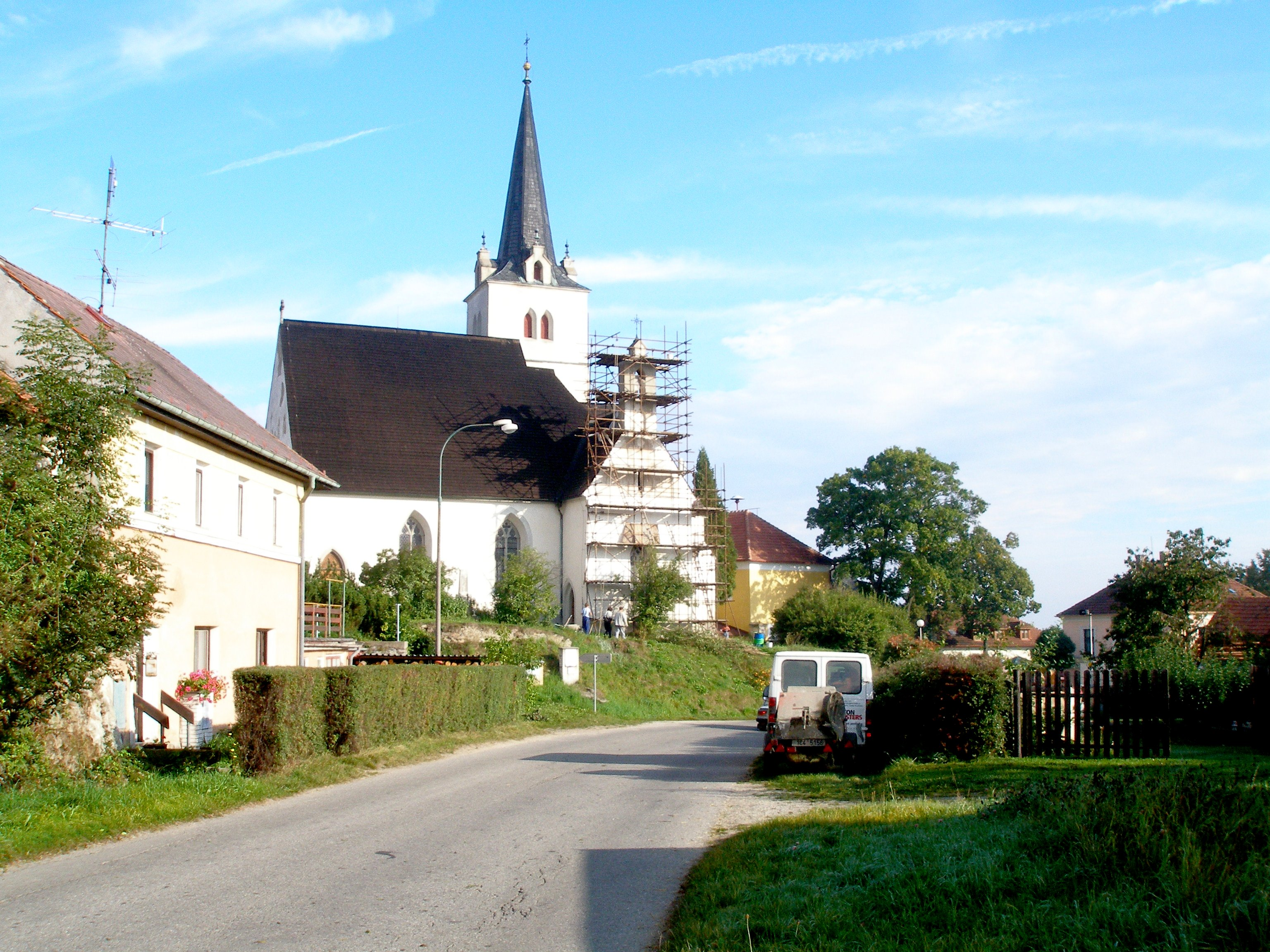
Kostel sv. Vavřince v Přídolí
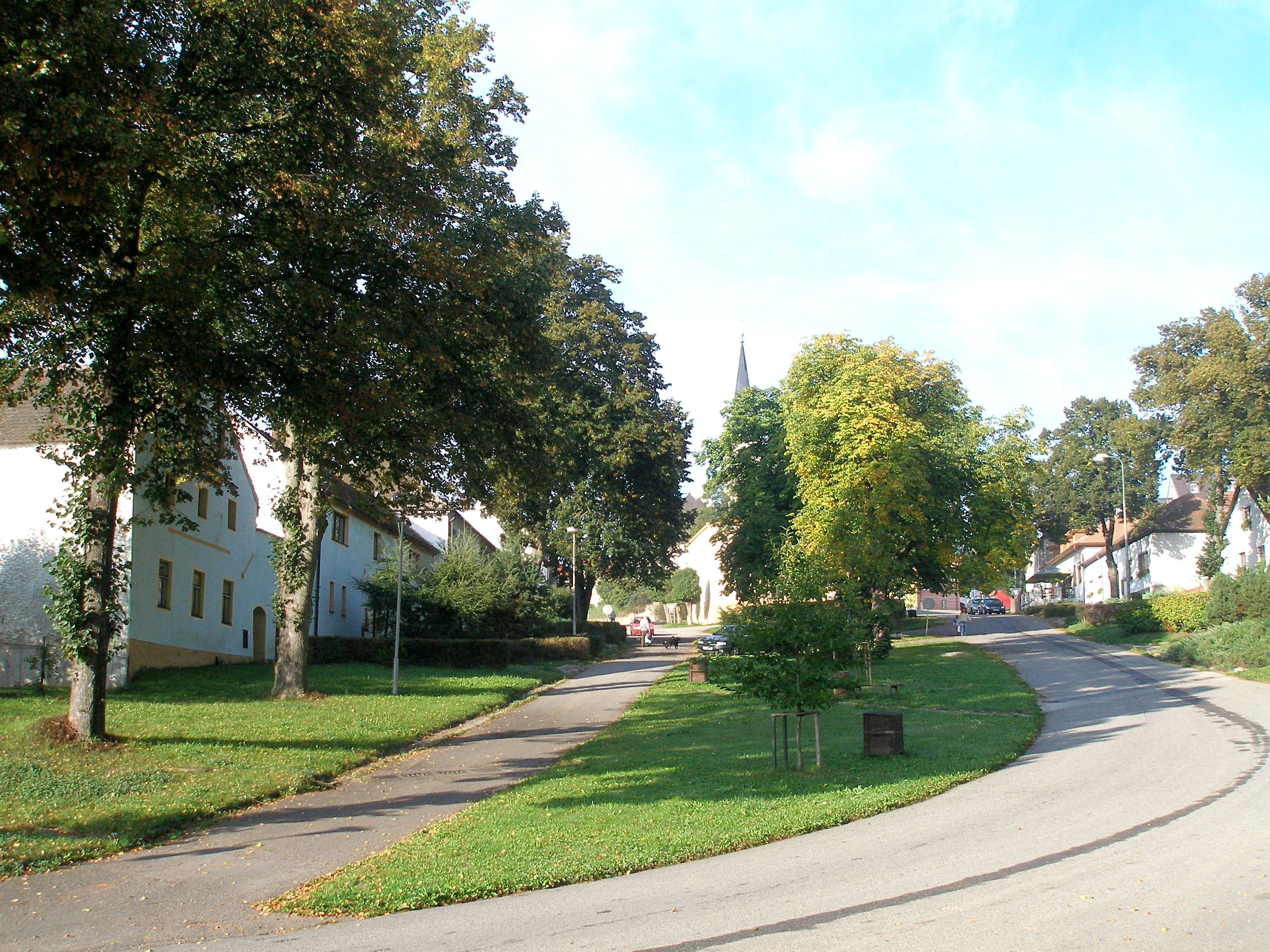
Náměstí v Přídolí – pohled od východu
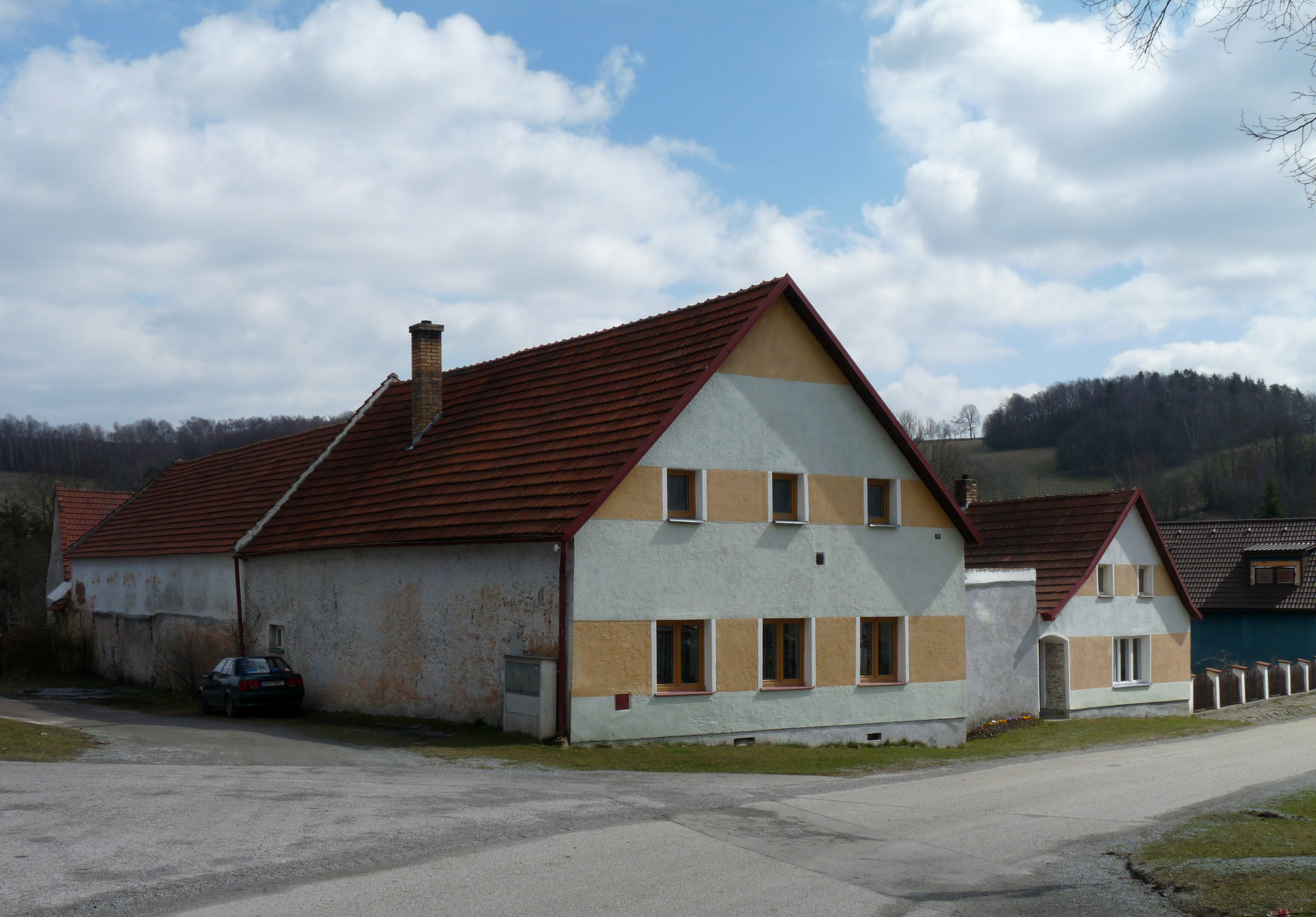
Usedlost čp. 19
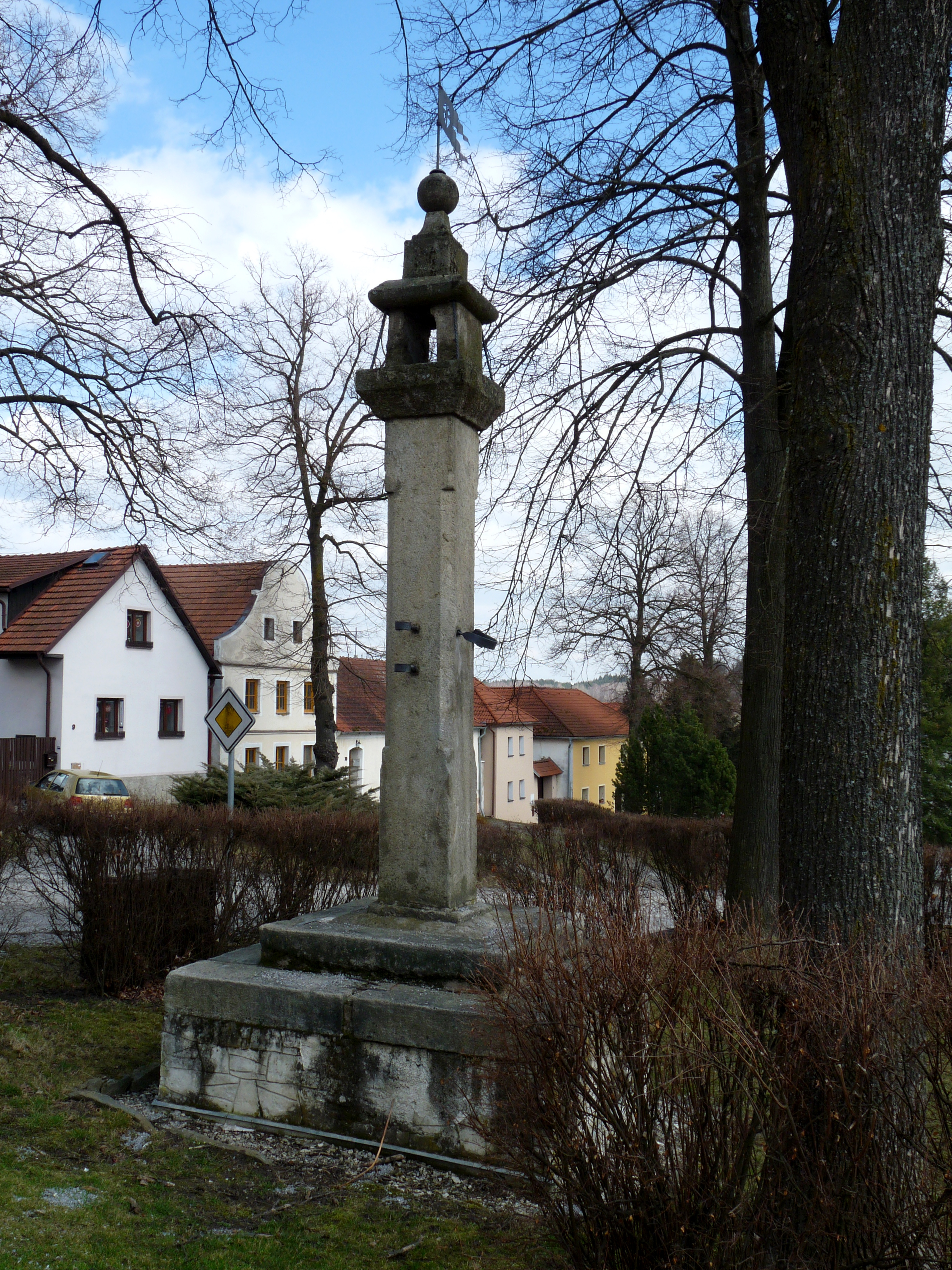
Pranýř v Přídolí
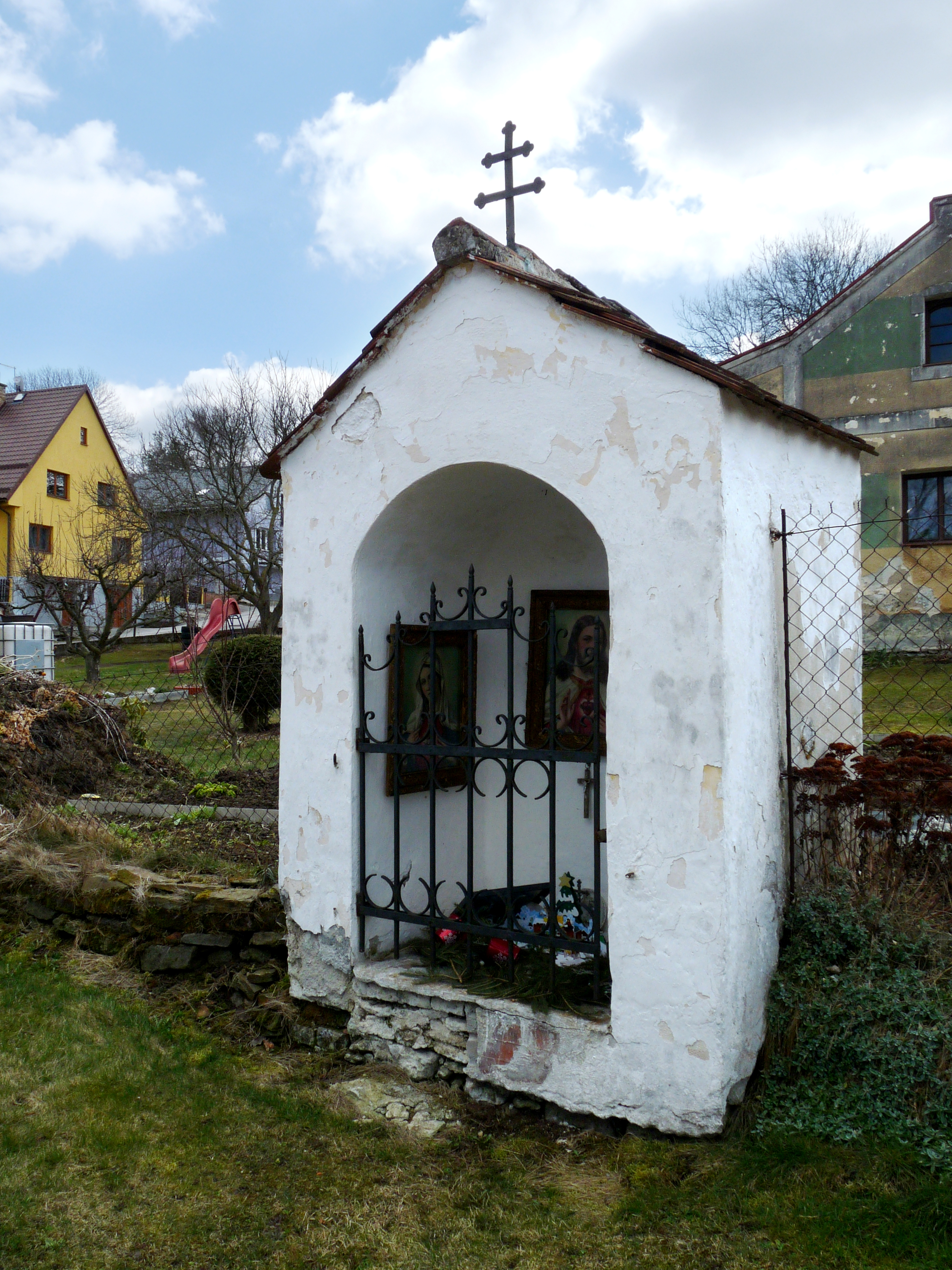
Kaplička u domu čp. 20
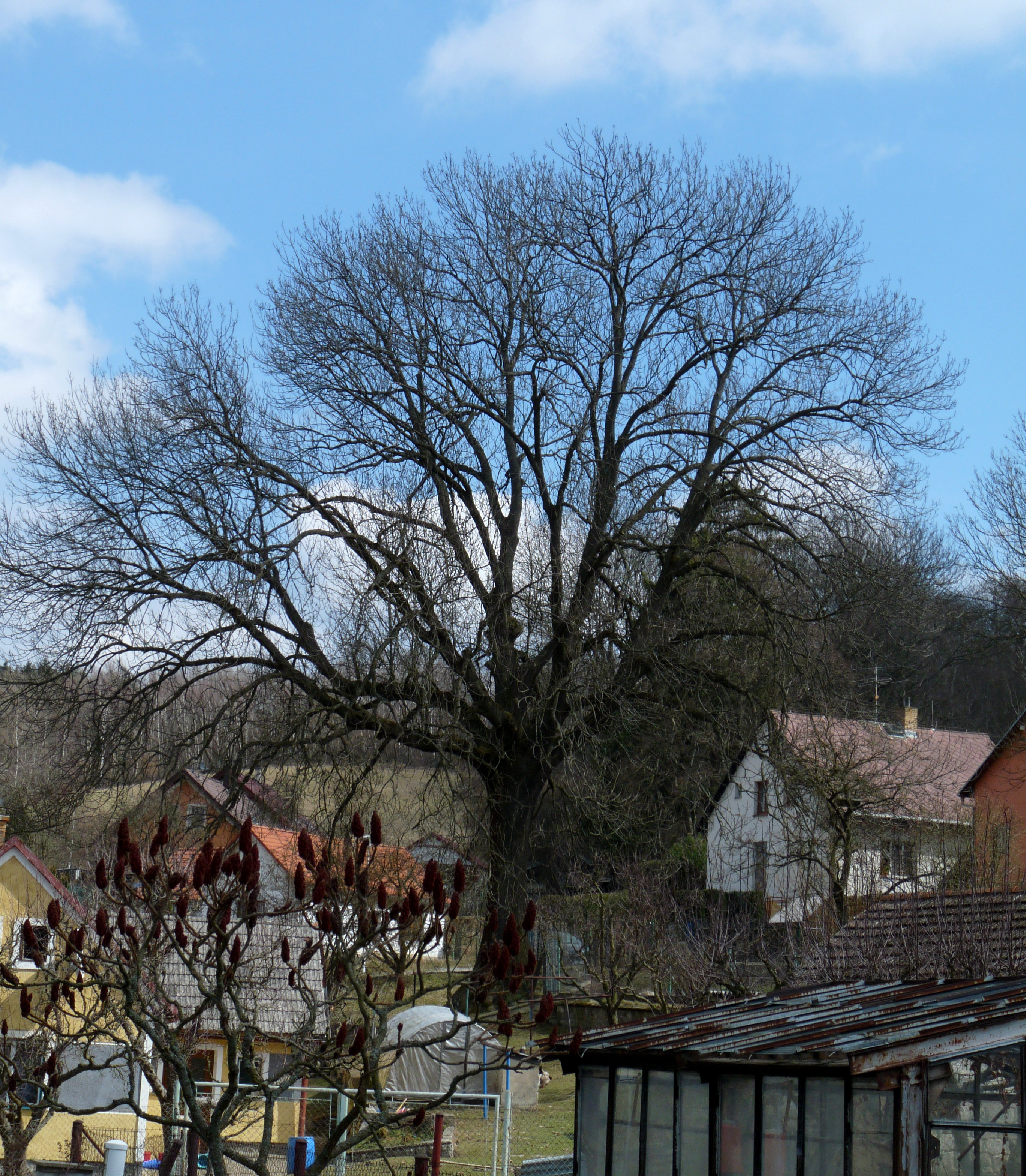
Jasan v Přídolí

## Chráněné části přírody
V katastrálních územích Spolí a Všeměry se nachází evropsky významná lokalita Vltava Rožmberk – Větřní (kód lokality CZ0310035).

## Části obce
- Přídolí (k. ú. Přídolí a zčásti Spolí)
- Dubová (k. ú. Lověšice a zčásti Zátes)
- Práčov (k. ú. Zátes)
- Sedlice (k. ú. Malčice-Osek)
- Spolí (k. ú. Spolí)
- Všeměry (k. ú. Všeměry)
- Zahořánky (k. ú. Malčice-Osek)
- Záluží (k. ú. Zátes)